# حاجی‌آباد (نیک‌شهر)
تراتي، روستایی از توابع بخش مرکزی شهرستان نیک‌شهر در استان سیستان و بلوچستان ایران است.
حاجی اباد درشهرستان نیکشهرمنطقه قصرقند ودر نزدیکی دهستان ساربوک قرار دارد این روستا از نظر موقیعت جغرافیایی دارای جازبه های طبیعی زیادی می باشداین روستا حدود هفتصد نفر جمیعت دارد و در تابستان دارای آب و هوای گرم و خشک ودر زمستان سرد ومعتدل می باشد در بخش شمالی این روستا بند خاکی حاجی آباد کوه آبشار و روستای آبند و جنگل لد ودربخش جنوبی آن. رودخانه کاجو وروستاهای هزاره ای حمیری  <کوه بن>  کلمت توکل بوگ ودرقسمت شرقی آن روستای دزبن دهستان ساربوک وهیت وشهر قصرقندودرقسمت  غربی آن روستای چندوکان وسیطل و شهرستان نیکشهر قرار دارند.جاده اصلی نیکشهر.زاهدان از وسط این روستا میگذرد

## جمعیت
این روستا در دهستان چاهان قرار دارد و براساس سرشماری مرکز آمار ایران در سال ۱۳۹۵، جمعیت آن ۱۴۹ نفر (۴۶ خانوار) بوده‌است.